# Avro Pike
Die Avro 523 Pike ist ein zweimotoriges Doppeldecker-Flugzeug des britischen Herstellers Avro.

## Geschichte
Die Entwicklung dieses Flugzeuges beruhte auf Anforderungen sowohl der britischen Marine als auch des Flying Corps.
Vorgesehene Einsatzzwecke dieser für die damalige Zeit relativ großen Maschine (das erste zweimotorige Flugzeug von Avro), von der im Jahre 1916 lediglich zwei Exemplare gefertigt wurden, waren die Bekämpfung von gegnerischen Luftschiffen, die Langstreckenaufklärung sowie Kurzstrecken-Bombereinsätze. Der Erstflug der ersten Maschine – genannt 523A – fand im November 1916 statt.
Ursprünglich war dieses Flugzeug mit Druckpropellern ausgestattet, wurde aber auf den Betrieb mit Zugpropellern umgebaut und startete bereits im Februar 1917 in dieser Ausführung.
Das zweite Flugzeug – jetzt 523 genannt – war identisch mit der Vorgängermaschine, jedoch ausgestattet mit 160 PS starken Motoren vom Typ Sunbeam Nubian, wassergekühlten 8-Zylinder-V-90-Aggregaten.
Die Besatzung der Avro 523 Pike sollte aus einem Piloten sowie je einem Bug- und einem Heckschützen bestehen.
Da jedoch zu jener Zeit die Technik im Flugzeugsektor sehr schnell voranschritt, war die 523 am Ende ihrer Entwicklungszeit bereits von fortschrittlicheren Flugzeugtypen überholt und es kam zu keiner Serienproduktion und keinem militärischen Einsatz.

## Technische Daten
| Kenngröße             | Daten der 523A                                                             |
| --------------------- | -------------------------------------------------------------------------- |
| Besatzung             | 3                                                                          |
| Länge                 | 11,91 m                                                                    |
| Spannweite            | 18,29 m                                                                    |
| Flügelfläche          | 75,71 m²                                                                   |
| Leermasse             | 1814 kg                                                                    |
| max. Startmasse       | 2751 kg                                                                    |
| Höchstgeschwindigkeit | 156 km/h                                                                   |
| Steigrate             | 9:30 min auf 5.000 ft (ca. 1.520 m)                                        |
| Triebwerke            | 2 wassergekühlte 6-Zylinder-Reihenmotoren Green E.6 mit je 150 PS (110 kW) |
| Bewaffnung            | 2 Lewis-MG Bombenaufnahmen an den Tragflächen                              |